# Jean Hoffmann
Pour les articles homonymes, voir Hoffmann.
Jean Hoffmann, né le 24 juillet 1934 à Chantilly (Oise), est un coureur cycliste français, professionnel de 1958 à 1961.
Deux de ses fils (Gilles et Denis) ont été coureurs cyclistes amateurs.

## Palmarès

### Palmarès par année
- 1954
  -  Champion de France des sociétés[n 1]
  - Paris-Forges-les-Eaux
- 1955
  - Champion d'Île-de-France des sociétés[n 2]
  - 2e de Paris-Pacy
- 1956
  - 3e de Paris-Vailly
- 1957
  - Grand Prix de Nogent-sur-Oise
- 1958
  - Paris-Dreux
  - 1re étape du Tour de Normandie
  - 3e du Tour d'Eure-et-Loir
- 1959
  - 2e du Grand Prix de Saint-Omer
  - 3e de l'Étoile de Leon
- 1960
  - 1re étape du Tour de l'Ariège
- 1962
  - 3e de Paris-Mantes

### Résultats sur les grands tours

#### Tour de France
1 participation
- 1959 : abandon (15e étape)